# Strada europea E47
La strada europea E47  dorsale nord-sud delle strade europee, collega Helsingborg in Svezia con Lubecca in Germania passando per Copenaghen in Danimarca.
Il percorso, conosciuto anche con il nome di Vogelfluglinie e Sydmotorvejen, è quasi completamente un'autostrada eccetto che per circa 30 km in Germania, il tratto urbano di Helsingør e due tratti coperti da traghetti. In Svezia e Norvegia questa strada prosegue con il nome di E6, assegnato prima della riforma del 1992 e mantenuto come eccezione. Da Lubecca, invece, si interconnette con la E22, che collega il Regno Unito con la Russia centrale.

## Progetti di sviluppo

Progetto del ponte di Fehmarn

Il percorso prevede il trasbordo in traghetto tra la Danimarca e la Germania. A tal proposito, è in fase di costruzione da Gennaio 2021 un tunnel denominato Tunnel del Fehmarn Belt per collegare stabilmente Fehmarn (in Germania) con Lolland (in Danimarca), rendendo così superfluo l'attuale servizio di traghetti.
Anche sul secondo tratto servito da traghetti (quello che collega Elsinore in Danimarca con Helsingborg in Svezia) si ipotizza la costruzione di un ponte o di un tunnel, ma al momento non vi sono progetti concreti.

## Altre numerazioni
Le strade europee che percorrono il territorio danese non presentano altre numerazioni (la numerazione nazionale ricalca quella europea). Sull'isola di Falster (tra Helsingborg ed Eskilstrup), la E47 condivide il percorso con la E55. Tra Køge e Copenaghen, anche la E20 condivide il percorso. Anche le strade statali danesi 9 e 19 condividono brevi tratti di strada con la E47.
In Germania il tratto autostradale è denominato Bundesautobahn 1. Il tracciato con caratteristiche non autostradali è invece classificato come strada nazionale B207.

## Uscite e aree di servizio in Danimarca
- 3 Espergærde
- 4 Kvistgård
- 5 Humlebæk
- 6 Nivå
- 7 Kokkedal
- 9 Hørsholm C
- | Isterød
- 10 Hørsholm S
- 11 Sandbjerg
- 12 Vedbæk
- 13 Gl. Holte
- 14 Nærum
- | Lærkereden/Storkereden
- 15 Lundtofte
- 16 Lyngby C
- Copenaghen
- 17 Jægersborgvej
- 18 Nyborgvej
- 19 Buddinge
- Hillerød  Copenaghen
- 20 Gladsaxe
- 21 Frederikssundvej
- 23 Jyllingevej
- 24 Roskildevej
- Roskilde Copenaghen
- Malmö
- 25 Vallensbæk S
- 26 Ishøj Boulevard
- 27 Greve N
- 28 Greve C
- 29 Greve S
- |  Karlslunde
- 30 Solrød N
- 31 Solrød S
- 32 Køge
- Odense
- 33 Lellinge
- 34 Herfølge
- 35 Haslev
- | Piberhus
- 36 Bregentved
- Næstved  (2031)
- 37 Rønnede
- 38 Tappernøje |
- 39 Bårse
- 40 Udby
- 41 Vordingborg
- 42 Farø
- 43 Nørre Alslev
- 44 Eskildstrup  Gedser
- 45 Guldborg, Majbølle
- 46 Sakskøbing
- 47 Våbensted
- 48 Maribo
- 49 Holeby
- 50 Rødbyhavn

## Uscite e aree di servizio in Germania
- 1 Puttgarden
- 2 Burg auf Fehmarn
- 3 Avendorf
- 4 Großenbrode
- 5 Heiligenhafen East; 501 Grömitz
- Tracciato della Bundesautobahn 1 (vedi la voce per l'elenco delle uscite)